# László Bárdossy

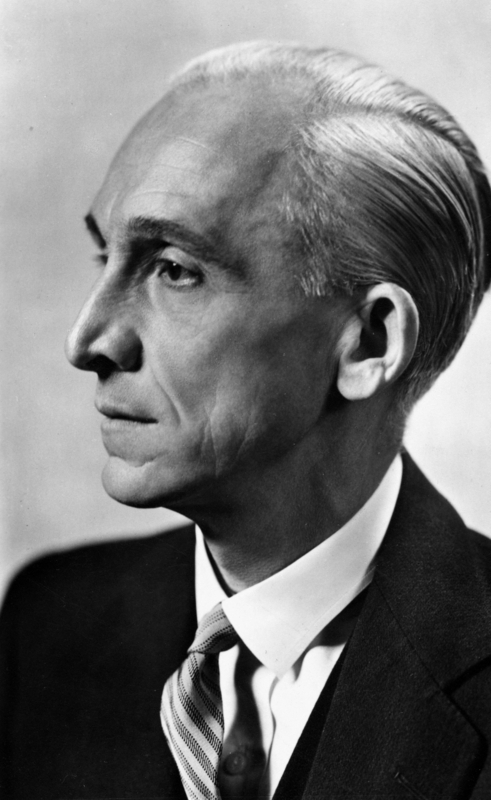
László Bárdossy (um 1941)

László Bárdossy von Bárdos [ˈlaːsloː ˈbaːrdoʃi] (* 10. Dezember 1890 in Szombathely, Österreich-Ungarn; † (hingerichtet) 10. Januar 1946 in Budapest) war ein ungarischer Diplomat und Politiker.

## Leben
Bárdossy studierte Jura und trat nach dem Abschluss seines Studiums 1913 in den Staatsdienst ein. Er arbeitete zunächst im Erziehungsministerium und wechselte dann 1922 in das Außenministerium. Dort war er zunächst Abteilungsleiter und später Chef des Pressebüros. Zu Beginn der 1930er Jahre arbeitete Bárdossy  an der ungarischen Botschaft in London und 1934 wurde er zum Botschafter in Rumänien bestimmt.
Vom Februar 1941 bis zum April 1941 war er Außenminister der ungarischen Regierung. Bardossy wurde nach dem Suizid des Premierministers Pál Teleki von Miklós Horthy zu dessen Nachfolger ernannt. Als ungarischer Premierminister vom 4. April 1941 bis März 1942 stand er für eine verstärkte ideologische und politische Annäherung an Nazi-Deutschland.
In seine Amtszeit fiel die Beteiligung am deutschen Feldzug gegen Jugoslawien, die Sowjetunion (Kriegserklärung am 27. Juni 1941) und die Kriegserklärungen an die USA und England. Ebenfalls in seiner Amtszeit wurde das dritte Judengesetz Ungarns verabschiedet, das den vollständigen Ausschluss der jüdischen Bevölkerung aus Gesellschaft und Wirtschaft besiegelte. Am 10. März 1942 wurde er durch den gemäßigteren Miklós Kállay ersetzt.
Vor der anrückenden Sowjetarmee floh Bárdossy im März 1945 aus Szombathely zunächst nach Bayern, dann für kurze Zeit nach Innsbruck. Er erhielt am 24. April 1945 ein Einreisevisum in die Schweiz und lebte kurzzeitig in einem Flüchtlingslager. Die Schweizer Regierung deportierte ihn jedoch am 4. Mai 1945 nach Deutschland zurück. Er wurde sofort von Amerikanern festgenommen. Nach dem Ende des Zweiten Weltkriegs wurde Bárdossy am 3. Oktober 1945 an Ungarn ausgeliefert. Er wurde zwischen dem 19. Oktober und dem 3. November 1945 vor ein spezielles Volksgericht gestellt. Wegen Kriegsverbrechen und Kollaboration mit den Nazis wurde er für schuldig befunden, zum Tode verurteilt und am 10. Januar 1946 von einem Exekutionskommando in Budapest hingerichtet.